# Голубев, Леонид Евгеньевич
Леони́д Евге́ньевич Го́лубев (род. 6 января 1947) — российский дипломат.

## Биография
Окончил Университет дружбы народов им. Патриса Лумумбы по специальности «история»  (1974) и Высшую школу иностранных языков им. Авраама Линкольна в Гаване (1977). Владеет английским, испанским, французским и португальским языками. На дипломатической работе с 1993 года.
- В 1974—1990 годах — переводчик, старший переводчик, младший референт, референт, старший референт в Международном отделе ЦК КПСС.
- В 1990—1991 годах — старший референт в Отделе ЦК КПСС по связям с общественно-политическими организациями.
- В 1993—2001 годах — советник, старший советник, начальник отдела Департамента по связям с субъектами Федерации, парламентом и общественными объединениями МИД России.
- В 2001—2008 годах — заместитель директора Департамента по связям с субъектами Федерации, парламентом и общественно-политическими организациями МИД России.
- С 23 апреля 2008 по 15 февраля 2012 года — чрезвычайный и полномочный посол России в Боливии[1][2].

## Дипломатический ранг
- Чрезвычайный и полномочный посланник 2 класса (6 мая 2004)[3].

## Награды
- Медаль ордена «За заслуги перед Отечеством» II степени (25 января 2008) — За большой вклад в реализацию внешнеполитического курса Российской Федерации, многолетнюю безупречную дипломатическую службу[4].

## Семья
Женат, имеет двух сыновей.